# 什拉潘
51°51′59″N 25°28′4″E / 51.86639°N 25.46778°E
什拉潘，是烏克蘭的村落，位於該國西部沃倫州，由卡明-卡希尔斯基区負責管轄，面積2,085平方公里，海拔高度141米，2001年人口163，人口密度每平方公里0.08人。